# Ceny Františka Filipovského
Ceny Františka Filipovského jsou české dabingové ceny, které jsou každoročně třetí sobotu v září udělovány v Přelouči, rodném městě Františka Filipovského, nejlepším tvůrcům dabingu. Podle pořadatelů mají ceny zlepšit kvalitu a prestiž českého dabingu a měly by být stimulem pro práci těch, kteří se na této umělecké disciplíně podílejí.

## Kategorie cen

### Ženský herecký výkon
Cena za nejlepší ženský herecký výkon:
| Rok  | Herečka                     | Role ve filmu nebo seriálu   |
| ---- | --------------------------- | ---------------------------- |
| 1995 | Jana Preissová              | Pošťák zvoní dvakrát         |
| 1996 | Blanka Bohdanová            | Řidič slečny Daisy           |
| 1997 | Taťjana Medvecká            | Thelma a Louise              |
| 1998 | Jana Preissová              | Přelet nad kukaččím hnízdem  |
| 1999 | Vilma Cibulková             | Lepší už to nebude           |
| 2000 | Jana Štěpánková             | Cesta dlouhým dnem do noci   |
| 2001 | Ivana Andrlová              | Ally McBealová               |
| 2002 | Simona Postlerová           | Vtip                         |
| 2003 | Tereza Bebarová             | Sedmý hřích                  |
| 2004 | Jitka Ježková               | Teorie létání                |
| 2005 | Martina Menšíková           | Já a mé přízraky             |
| 2006 | Dana Syslová                | Hlavní podezřelý             |
| 2007 | Eliška Balzerová            | Zločiny v zahradách          |
| 2008 | Alena Vránová               | To je vražda, napsala        |
| 2009 | Tereza Bebarová             | V odborné péči               |
| 2010 | Zlata Adamovská             | Pochyby                      |
| 2011 | Tereza Bebarová             | Funny Lady                   |
| 2012 | Jana Hlaváčová              | Séraphine                    |
| 2013 | Ivana Milbachová            | Prezidentské volby           |
| 2014 | Eliška Balzerová            | Kvartet, role Jean Hortonové |
| 2015 | Zlata Adamovská             | Olive Kitteridgeová          |
| 2016 | Jana Štvrtecká              | Venuše v kožichu             |
| 2017 | Martina Hudečková           | Dítě Bridget Jonesové        |
| 2018 | Ivana Vaňková               | Mary Poppins                 |
| 2019 | Tereza Bebarová             | Enid                         |
| 2020 | Vanda Hybnerová             | Domácí hřiště                |
| 2021 | Anna Brousková              | Očím skryté                  |
| 2022 | Vendula Příhodová           | Encanto                      |
| 2023 | Hana Talpová                | Paní Lowryová a syn          |
| 2024 | Felicita Victoria Prokešová | Přání                        |

### Mužský herecký výkon
Cena za nejlepší mužský herecký výkon:
| Rok  | Herec               | Role ve filmu nebo seriálu             |
| ---- | ------------------- | -------------------------------------- |
| 1995 | Viktor Preiss       | Mrs. Doubtfire – Táta v sukni          |
| 1996 | Luděk Munzar        | Jean od Floretty, Manon od pramene     |
| 1997 | Boris Rösner        | Na východ od ráje                      |
| 1998 | Vladimír Brabec     | Kazatel a žák                          |
| 1999 | Alois Švehlík       | Lepší už to nebude                     |
| 2000 | David Prachař       | Život je krásný                        |
| 2001 | Jiří Prager         | Insider: Muž, který věděl příliš mnoho |
| 2002 | Jiří Štěpnička      | Po čem ženy touží                      |
| 2003 | Saša Rašilov mladší | Tápající                               |
| 2004 | Viktor Preiss       | Oscar Wilde                            |
| 2005 | Václav Postránecký  | Zločin v ráji                          |
| 2006 | Libor Hruška        | Ray                                    |
| 2007 | Alois Švehlík       | Tajemství Santa Vittorie               |
| 2008 | Jiří Plachý mladší  | V křesle režiséra                      |
| 2009 | Vladimír Dlouhý     | John Adams                             |
| 2010 | Tomáš Juřička       | Hvězda salónu                          |
| 2011 | Martin Stránský     | Dr. House                              |
| 2012 | Jaromír Meduna      | Maxwell                                |
| 2013 | Vladimír Brabec     | Pouť                                   |
| 2014 | Oldřich Vlach       | Soudce a vrah, role Josepha Bouviera   |
| 2015 | Petr Lněnička       | Da Vinciho démoni                      |
| 2016 | Filip Jančík        | Mistr                                  |
| 2017 | Jiří Plachý mladší  | Mládí                                  |
| 2018 | Lumír Olšovský      | Mary Poppins                           |
| 2019 | David Novotný       | Dobré ráno, Vietname                   |
| 2020 | Jan Šťastný         | Bolest a sláva                         |
| 2021 | Aleš Procházka      | Mank                                   |
| 2022 | Marek Holý          | Bodyguard                              |
| 2023 | Zdeněk Junák        | Kvík                                   |
| 2024 | Lukáš Hlavica       | Vězeň číslo C33                        |

### Dětský herecký výkon
Zvláštní cena poroty za mimořádný dětský herecký výkon:
| Rok  | Herec              | Role ve filmu nebo seriálu             |
| ---- | ------------------ | -------------------------------------- |
| 2012 | Marianna Jurková   | Papírový měsíc                         |
| 2013 | Jakub Nemčok       | Neuvěřitelně hlasitě & nesmírně blízko |
| 2014 | Anna Marie Jurková | Zoo v krabici, role Marnie McBrideové  |
| 2015 | Klára Nováková     | Úplně normální                         |
| 2016 | Matěj Převrátil    | Sám doma 5: Vánoční loupež             |
| 2017 | Ondřej Balcar      | Room                                   |
| 2018 | Linda Křišťálová   | Unaveni sluncem                        |
| 2019 | Šimon Fikar        | Coco                                   |
| 2020 | David Bergman      | Můj kamarád Marlon                     |
| 2021 | Tereza Jirotková   | Bílý bílý den                          |
| 2022 | Stella Herfortová  | Tajemná zahrada                        |
| 2023 | Kristian Páca      | Mikulášovy patálie: Jak to celé začalo |
| 2024 | Valentýna Bečková  | Suprákovi                              |

### Dabing audiovizuálního díla
Cena za mimořádné dabingové zpracování hodnotného audiovizuálního díla:
| Rok  | Tvůrci                                                                                      | Dílo                                          |
| ---- | ------------------------------------------------------------------------------------------- | --------------------------------------------- |
| 1995 | Jiří Josek, Zdeněk Hruška                                                                   | Souborné dramatické dílo Williama Shakespeara |
| 1996 | Josef Eismann, Elmar Kloss                                                                  | Francouzská revoluce                          |
| 1997 | Olga Walló                                                                                  | Spartakus                                     |
| 1998 | Pavel Dominik, Elmar Kloss, Radim Štětina                                                   | Přelet nad kukaččím hnízdem                   |
| 1999 | Lenka Štěpánková, Vladimíra Wildová                                                         | Lepší už to nebude                            |
| 2000 | Petr Pospíchal                                                                              | Zamilovaný Shakespeare                        |
| 2001 | Václav Knop                                                                                 | Černá kočka, bílý kocour                      |
| 2002 | Jiří Kodeš                                                                                  | Řek Zorba                                     |
| 2003 | Jiřina Hradecká, Jindřich Polan                                                             | Guvernantka                                   |
| 2004 | Renata Polišenská, Jaromír Polišenský                                                       | Konkurenti                                    |
| 2005 | Jaroslav Machek, Mikuláš Pánek                                                              | Já a mé přízraky                              |
| 2006 | Renáta Mlíkovská, Petr Mandák, Vladimír Žďánský                                             | Nesmrtelná Callasová                          |
| 2007 | Vladimír Fuksa, Antonín Němec, Jan Pecha                                                    | Vějíř lady Windermerové                       |
| 2008 | Jana Mertinová, Jozef Kušnír, Elmar Kloss                                                   | Společnost mrtvých básníků                    |
| 2009 | Daniela Margoliusová, Michael Beringer, Vladimíra Weldová                                   | John Adams                                    |
| 2010 | Gabriela Kliková, Radim Štětina, Eva Štorková, Elmar Kloss                                  | Saint–Cyr                                     |
| 2011 | Pavel Medek, Jozef Kušnír, Jaroslav Machek, Vladimír Žďánský                                | Funny Lady                                    |
| 2012 | Jana Děžínská, Radka Přibyslavská, Petr Mandák, Vladimír Žďánský                            | Mildred Pierceová                             |
| 2013 | Anna Kareninová, Zdeněk Dušek, Jiří F. Svoboda (in memoriam), Vladimír Žďánský              | Serge Gainsbourg – heroický život             |
| 2015 | Gabriela Kliková, Alena Fišerová, Zdeněk Hrubý, Elmar Kloss                                 | Rozhovory s mým zahradníkem                   |
| 2016 | Michal Vostřez, Anna Kareninová, Petr Lenděl                                                | Carlos                                        |
| 2017 | Helena Rejžková, Petra Jindrová Lupínková, Petr Kočík, Markéta Stegbauerová, Petr Pospíchal | Až tam nezbyl žádný                           |
| 2018 | Lukáš Jindra, Eva Spoustová                                                                 | Mary Poppins                                  |
| 2019 | Vladimír Žďánský                                                                            | Avengers: Infinity War                        |
| 2020 | Lucie Petra Svobodová                                                                       | Co jsme komu zase udělali?                    |
| 2021 | Lucie Petra Svobodová                                                                       | Na nože                                       |
| 2022 | Ladislav K.J. Novák                                                                         | Síla psa                                      |
| 2023 | Jakub Hejdánek                                                                              | Pinocchio Guillerma del Tora                  |
| 2024 | Jana Stejskalová                                                                            | Básník smutných tónů                          |

### Zvláštní cena za mimořádné dabingové zpracování
Zvláštní cena za mimořádné dabingové zpracování televizních nebo filmových snímků různých žánrů včetně tvorby animované, dětské a TV seriálů:
(cena se následně rozdělila do dvou kategorií:Animovaná a dětská tvorba, TV seriál)
| Rok  | Dílo                          | Tvůrci                                                                       |
| ---- | ----------------------------- | ---------------------------------------------------------------------------- |
| 2000 | Simpsonovi                    | Zdeněk Štěpán                                                                |
| 2001 | Jistě, pane ministře          | Ivana Breznenová, Věra Pokojová, Michal Vostřez                              |
| 2002 | Pohotovost                    | Jiří Kvasnička                                                               |
| 2003 | Hercule Poirot                | Jiří Kodeš, Jaromír Polišenský                                               |
| 2004 | Rastignac aneb ctižádostivost | Gabriela Kliková, Radoslav Zíbar, Zdena Šmídová, Eva Lavická, Jana Semschová |
| 2005 | Huff                          | Daniela Margoliusová, Petr Pospíchal                                         |
| 2006 | Kriminálka Las Vegas          | Jiří Hedánek, Tomáš Říha, Vladimír Žďánský                                   |
| 2007 | Řím                           | Daniela Margoliusová, Petr Mandák, Jiří Kvasnička                            |
| 2008 | Impresionisté                 | Petra Mertinová, Jana Mertinová, Jiří Maixner, Zdeněk Hruška                 |
| 2009 | Zoufalé manželky              | Markéta Šerá, Jaroslav Kosán, Alena Navrátilová, Jiří Kodeš                  |
| 2010 | Mistr a Markétka              | Libor Dvořák, Jana Mertinová, Antonín Němec, Tomáš Bělohradský, Pavel Beneš  |

### Animovaná a dětská tvorba
Cena udělována městem Přelouč za dabingové zpracování televizních nebo filmových snímků animované a dětské tvorby:
(dříve Zvláštní cena za mimořádné dabingové zpracování televizních nebo filmových snímků různých žánrů včetně tvorby animované, dětské a TV seriálů)
| Rok  | Dílo                                   | Tvůrci                                                             |
| ---- | -------------------------------------- | ------------------------------------------------------------------ |
| 2011 | Tučňáci z Madagaskaru                  | Zbyněk Ryba, Jindřich Kravařík, Dagmar Císařovská, Alice Hurychová |
| 2012 | Rango                                  | Petr Putna, Jana Unruhová, Filip Mošner, Alice Hurychová           |
| 2013 | Simpsonovi                             | Vojtěch Kostiha, Jaroslav Kosán, Zdeněk Štěpán                     |
| 2014 | Já, padouch 2                          | Zdeněk Štěpán                                                      |
| 2015 | Rio 2                                  | Petr Pospíchal                                                     |
| 2016 | V hlavě                                | Braňo Holiček                                                      |
| 2017 | Hledá se Dory                          | Vojtěch Kostiha                                                    |
| 2018 | Koala Johnny: Zrození hrdiny           | Martin Těšitel                                                     |
| 2019 | S láskou Vincent                       | Martin Těšitel                                                     |
| 2020 | Playmobil ve filmu                     | Veronika Veselá                                                    |
| 2021 | Vzhůru za sny                          | Jiří Balcárek                                                      |
| 2022 | Mimi šéf 2:Rodinný podnik              | Jiří Kvasnička                                                     |
| 2023 | Mikulášovy patálie: Jak to celé začalo | Jiří Sádek                                                         |
| 2023 | Mezi živly                             | Jiří Sádek                                                         |

### TV seriál
Cena udělována Českým filmovým a televizním svazem FITES s podporou donátora za dabingové zpracování TV seriálu:
(dříve Zvláštní cena za mimořádné dabingové zpracování televizních nebo filmových snímků různých žánrů včetně tvorby animované, dětské a TV seriálů)
| Rok  | Dílo                        | Tvůrci                       |
| ---- | --------------------------- | ---------------------------- |
| 2015 | Da Vinciho démoni           | Jiří Kodeš, Vladimír Žďánský |
| 2016 | neuděleno                   | neuděleno                    |
| 2017 | Vinyl                       | Janoš Vaculík                |
| 2018 | Příběh služebnice           | Martin Velda                 |
| 2019 | Vojna a mír                 | Jiří Kodeš                   |
| 2020 | Lovec                       | Jiří Kodeš                   |
| 2021 | Mělas to vědět              | Martin Velda                 |
| 2022 | Zavolejte porodní sestřičky | Martin Velda                 |
| 2023 | Císařovna                   | Daniel Košťál                |

### Zvuk
Cena Asociace pracovníků se zvukem za nejlepší zvuk dabovaného audiovizuálního díla:
| Rok  | Tvůrce                                              | Dílo                       |
| ---- | --------------------------------------------------- | -------------------------- |
| 2006 | Petr Mandák                                         | Nesmrtelná Callasová       |
| 2007 | Jan Neskusil                                        | Poseidon                   |
| 2008 | Richard Tomíček                                     | Zodiac                     |
| 2009 | David Pavlíček                                      | Monstrum                   |
| 2010 | Radim Štětina                                       | V hlavní roli Pancho Villa |
| 2011 | Miloš Vrána, Antonín Němec                          | Proroctví                  |
| 2012 | Petr Lenděl                                         | Sherlock                   |
| 2013 | Michal Beringer                                     | Prezidentské volby         |
| 2014 | Jaroslav Novák                                      | Kvartet                    |
| 2015 | Petr Kočík                                          | Havran                     |
| 2016 | Zdeněk Dušek, Eva Javůrková                         | Verdi                      |
| 2017 | Jiří Götz, Peter Kučera                             | Já, kocour                 |
| 2018 | Pavel Dvořák, Guillermo Teillier, Barbora Hovorková | Mary Poppins               |
| 2019 | Michal Zatloukal                                    | Ďáblův houslista           |
| 2020 | Martin Václavík                                     | Černobyl                   |
| 2021 | Filip Mošner                                        | Až na měsíc                |
| 2022 | Roman Čadek                                         | Síla psa                   |
| 2023 | Michal Vašica a Tomáš Krchlík                       | Princezna rebelka          |
| 2024 | Guillermo Teillier a Martin Večeřa                  | Přání                      |

### Cena diváků
Cena diváků za nejlepší výkon nebo dílo v dabingu:
| Rok  | Umělec                             |
| ---- | ---------------------------------- |
| 1995 | Věra Galatíková, Pavel Trávníček   |
| 1996 | Valérie Zawadská, Miroslav Moravec |
| 1997 | Valerie Zawadská, Miroslav Moravec |
| 1998 | Valerie Zawadská, Pavel Soukup     |
| 2006 | Dana Syslová                       |
| 2010 | Jan Vondráček                      |
| 2011 | Martin Stránský                    |
| 2012 | David Novotný                      |
| 2013 | Zdeněk Podhůrský                   |
| 2014 | Saša Rašilov mladší                |
| 2015 | Regina Řandová                     |
| 2016 | neuděleno                          |
| 2017 | Jana Musilová, Jiří Dvořák         |
| 2018 | Zuzana Slavíková, Oldřich Hajlich  |
| 2019 | Eliška Balzerová, Vojtěch Dyk      |
| 2020 | Ilona Svobodová, Michal Dlouhý     |
| 2021 | cena neudělována                   |

### Překlad a úprava
Cena Jednoty tlumočníků a překladatelů za mimořádnou kvalitu překladu a úpravy dabovaného audiovizuálního díla:
| Rok  | Tvůrci                                                 | Dílo                                     |
| ---- | ------------------------------------------------------ | ---------------------------------------- |
| 1997 | Pavel Dominik                                          | Na východ od ráje                        |
| 1998 | Eva Lavická                                            | Tři barvy: Červená                       |
| 1999 | Zdeňka Psůtková                                        | Slepička Rjaba                           |
| 2000 | Daniela Margoliusová                                   | Zamilovaný Shakespeare                   |
| 2001 | Kateřina Vinšová, Helena Čechová, Jiří Pelán           | Nevinné krutosti                         |
| 2002 | Jiří Josek                                             | All That Jazz                            |
| 2003 | Helena Rejžková                                        | Soumrak dne                              |
| 2004 | Jiří Josek                                             | Rosencrantz a Guildenstern jsou mrtvi    |
| 2005 | Kateřina Vinšová, Helena Čechová                       | Zločin v ráji                            |
| 2006 | Václava Prokošová                                      | Ryba jménem Wanda                        |
| 2007 | Michaela Ebrová, Helena Čechová                        | Tajemství Santa Vittorie                 |
| 2008 | Jiřina Hradecká                                        | Hrozny hněvu                             |
| 2009 | Vladimír Fuksa, Jitka Tošilová                         | Billy Elliot                             |
| 2010 | Olga Pavlová, Dagmar Čápová                            | Vojna a mír                              |
| 2011 | Pavel Medek, Vladimír Žďánský                          | Vojenský soud se vzbouřenci z lodi Caine |
| 2012 | Luisa Averina, Martin Kot                              | Ivan Hrozný                              |
| 2013 | Anna Kareninová                                        | Serge Gainsbourg – heroický život        |
| 2014 | Petr Finkous, Michal Michálek                          | Teorie velkého třesku                    |
| 2015 | Mikuláš Bryan, Petra Hamouda                           | Jak jsem poznal vaši matku               |
| 2016 | Hana Lhotáková, Markéta Kautská                        | Venuše v kožichu                         |
| 2017 | Vojtěch Kostiha, Eva Spoustová                         | Dítě Bridget Jonesové                    |
| 2018 | Petra Procházková, Pavel Cmíral, Eva Spoustová Málková | Mary Poppins                             |
| 2019 | Daniel Čáp, Jiří Kodeš                                 | Dobré ráno, Vietname                     |
| 2020 | Petr Miklica, Marek Píša                               | Tolkien                                  |
| 2021 | Zuzana Josková                                         | Očím skryté                              |
| 2022 | Veronika Kvapilová, Pavlína Vojtová                    | Útok v Salisbury                         |
| 2023 | Zuzana Josková, Pavlína Vojtová                        | Paní Lowryová a syn                      |
| 2024 | Zuzana Josková, Pavlína Vojtová                        | Vězeň číslo C33                          |

### Celoživotní dabingová tvorba
Cena FITESu za celoživotní mimořádnou dabingovou tvorbu:
| Rok  | Držitel                         | Držitel                      |
| 1995 | Zdenek Sirový (in memoriam)     |                              |
| 1996 |                                 |                              |
| 1997 | Erich Sojka (in memoriam)       |                              |
| 1998 | Irena Skružná                   |                              |
| 1999 | Lubomír Zajíc                   |                              |
| 2000 | Zdeněk Coufal                   |                              |
| 2001 | Zdeňka Psůtková (in memoriam)   |                              |
| 2001 | Sonja Sázavská                  |                              |
| 2002 | Zdeněk Hrubý                    |                              |
| 2003 | Vladimír Štěpánek               |                              |
| 2004 | Jindřich Polan                  |                              |
| 2005 | Eva Lavická                     |                              |
| 2006 | Jaromír Svoboda                 |                              |
| 2007 | Zdeněk Hruška                   |                              |
| 2008 | Jarmila Hampacherová            |                              |
| 2009 | Věra Barešová                   |                              |
| 2010 | Josef Eismann                   |                              |
| 2011 | Olga Walló                      |                              |
| 2012 | Elmar Kloss                     |                              |
| 2013 | Jiří Šesták                     |                              |
| 2014 | Marie Fronková                  |                              |
| 2015 | Věra Pokojová                   |                              |
| 2016 | Zdeněk Zenger                   |                              |
| 2017 | Jiří Kubík (1951–2018)          |                              |
| 2018 | Kateřina Vinšová                |                              |
| 2019 | Jiří Moudrý                     |                              |
| 2020 | Jana Stejskalová                |                              |
| 2021 | Anna Kareninová                 | Jana Semschová (in memoriam) |
| 2022 | Karolina Průšová                | Jindřich Matušek             |
| 2023 | Jiří Kvasnička a Petr Pospíchal | Lubor Hochmann               |

### Celoživotní mistrovství
Cena za celoživotní mistrovství v dabingu:
| Rok  |                                    |                       |                  |                                  |                            |
| ---- | ---------------------------------- | --------------------- | ---------------- | -------------------------------- | -------------------------- |
| 1994 | František Filipovský (in memoriam) |                       |                  |                                  |                            |
| 1995 | Jiří Holý                          | Jaroslava Adamová     | Soběslav Sejk    | Eduard Cupák                     |                            |
| 1996 | Petr Haničinec                     | Otakar Brousek starší | Alena Vránová    | Bohumil Švarc                    |                            |
| 1997 | Blanka Bohdanová                   | Ilja Prachař          | Vladimír Ráž     | Karel Richter                    |                            |
| 1998 | Vladimír Brabec                    | Jiří Bruder           | Helena Kružíková | Jiří Tomek                       |                            |
| 1999 | Věra Kubánková                     | Stanislav Fišer       | Ladislav Lakomý  | Karel Urbánek                    |                            |
| 2000 | Věra Galatíková                    | Josef Langmiler       | Luděk Munzar     | Josef Vinklář                    |                            |
| 2001 | Viola Zinková                      | Josef Karlík          | Dalimil Klapka   | Jan Pohan                        |                            |
| 2002 | Marie Marešová                     | Miroslav Moravec      | Jaroslav Dufek   |                                  |                            |
| 2003 | Olga Hegerová                      | Jaroslav Kepka        | Jiří Novotný     |                                  |                            |
| 2004 | Petr Kostka                        | Gabriela Vránová      | Karel Hlušička   | Helena Trýbová                   |                            |
| 2005 | Libuše Švormová                    | Vlastimil Bedrna      | Otto Lackovič    |                                  |                            |
| 2006 | Libuše Billová                     | Růžena Merunková      | Miloš Hlavica    | Radoslav Brzobohatý              |                            |
| 2007 | Jana Drbohlavová                   | Eva Klepáčová         | Rudolf Krátký    | Jan Teplý (in memoriam)          |                            |
| 2008 | Jiřina Petrovická                  | Antonie Hegerlíková   | Josef Zíma       | Lubomír Lipský                   |                            |
| 2009 | Aťka Janoušková                    | Eva Jiroušková        | Jiří Dušek       | Jiří Brož                        |                            |
| 2010 | Jana Andresíková                   | Miriam Kantorková     | Jiřina Prokšová  |                                  |                            |
| 2011 | Jana Štěpánková                    | Jan Skopeček          | Jan Schánilec    | Jaroslav Kuneš                   | Karel Janský (in memoriam) |
| 2012 | Ivanka Devátá                      | Ladislav Mrkvička     |                  |                                  |                            |
| 2013 | Hana Talpová                       | Antonín Molčík        |                  |                                  |                            |
| 2014 | Dana Syslová                       | Alois Švehlík         |                  |                                  |                            |
| 2015 | Jana Hlaváčová                     | Petr Oliva            |                  |                                  |                            |
| 2016 | Hana Maciuchová                    | Petr Pelzer           |                  |                                  |                            |
| 2017 | Marie Drahokoupilová               | Jan Přeučil           |                  |                                  |                            |
| 2018 | Jaroslava Obermaierová             | Jiří Krampol          |                  |                                  |                            |
| 2019 | Jana Šulcová                       | Aranka Lapešová       | Jiří Klem        | Václav Postránecký (in memoriam) |                            |
| 2020 | Zdena Herfortová                   | Jaroslava Tvrzníková  | Rudolf Jelínek   | Alfred Strejček                  |                            |
| 2021 | Oldřich Vlach                      | František Němec       | Ladislav Frej    | Jorga Kotrbová                   |                            |
| 2022 | Jana Preissová                     | Viktor Preiss         | Jan Kanyza       | Pavel Soukup                     |                            |
| 2023 | Alena Procházková                  | Jiří Prager           | Jiří Štěpnička   | Jan Vlasák                       |                            |
| 2024 | Eliška Balzerová                   | Slávka Hozová         | Petr Štěpánek    | Pavel Rímský                     |                            |